# An Phú, An Khê
An Phú là một phường thuộc thị xã An Khê, tỉnh Gia Lai, Việt Nam.
Phường An Phú có diện tích 3,85 km², dân số năm 2003 là 12.884 người, mật độ dân số đạt 3.346 người/km².